# Frédéric Richaud
Frédéric Richaud (Aubignan, 1966) è un romanziere e fumettista francese.

## Biografia
Frédéric Richaud è romanziere, biografo e sceneggiatore di fumetti. Fra il 2012 e il 2014 ha pubblicato per l'editore Dupuis La Bataille 
adattamento dell'omonimo romanzo di Patrick Rambaud riguardante la Battaglia di Aspern-Essling, disegnato dallo spagnolo Iván Gil .

## Opere
In Italia sono stati pubblicati:

### Romanzi
- Il signor giardiniere (Monsieur le Jardinier, Grasset, 1999, Ponte alle Grazie (casa editrice), 1999) ISBN 9788879284707
- La porta del diavolo (La passe au diable, Grasset, 1999, Ponte alle Grazie, 2001) ISBN 9788879284998
- Il serraglio di Versailles (La Ménagerie de Versailles, Grasset, Ponte alle Grazie, 2007) ISBN 9788879288910
- Lo straordinario destino di Jean Jacques Rousseau (Jean-Jacques, Grasset, 2008, Ponte alle Grazie, 2009) ISBN 9788862200295

### Fumetti
- Historica - La battaglia - Napoleone a Essling, (Mondadori 2014) ISBN 9788877599179
- Historica - Napoleone. Beresina-La disfatta (Mondadori 2018)
- Historica - Napoleone. Beresina-Mosca brucia (Mondadori 2018)